# Tour Griffon du Bois
La tour Griffon du Bois ou tour Griffon du Bos, également dite erronément tour des Sarrasins, est un donjon de plaine du XIIIe siècle,, situé à Corbais, village de la commune belge de Mont-Saint-Guibert, en province du Brabant wallon.

## Localisation
La tour se dresse à côté du numéro 101 de la rue de la Tour, au village de Corbais, non loin de l'église du village.
Elle est apparentée à un autre donjon de plaine de la région, la tour d'Alvaux actuellement située dans un camping de la rue Val d'Alvaux, à l'extrémité nord-ouest du territoire du village de Nil-Saint-Vincent-Saint-Martin.

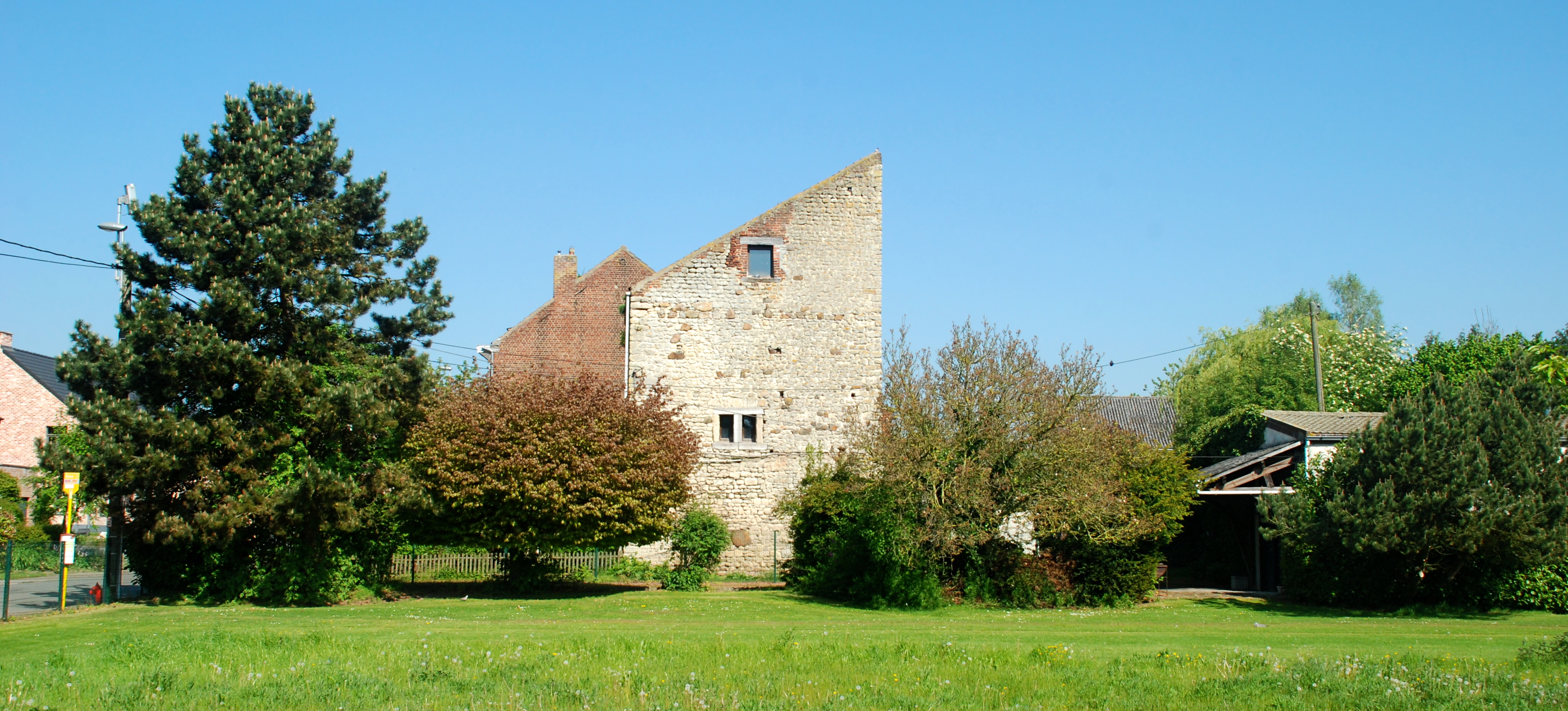
Le site vu du sud.

## Historique
À la fin du XIIe siècle, Arnoul, seigneur de Walhain, donne la seigneurie de Corbais à un de ses fils. 
La tour est probablement édifiée à cette époque ou au début du XIIIe siècle,.
La famille des seigneurs de Walhain possède Corbais du XIIIe siècle jusqu'à la fin du XIVe siècle.
Au début du XVe siècle, la seigneurie de Corbais et la tour deviennent la propriété du chevalier Griffon du Bos ou Griffon du Bois, cité en 1403-1404 comme vassal des seigneurs de Walhain,,,.
La tour permettait à la famille seigneuriale et à la population du village de Corbais de se réfugier en cas d'attaque.
La tour, qui possédait initialement trois étages, s'est partiellement écroulée en 1848, réduisant sa hauteur au tiers de son élévation originelle du côté occidental.
Durant l'entre-deux-guerres, le propriétaire de la tour, le bourgmestre Albert Fabry la recouvre d'un toit en appentis pour la protéger.
La tour ne fait pas l'objet d'un classement au titre des monuments historiques mais elle figure à l'Inventaire du patrimoine culturel immobilier de la Région wallonne sous la référence 25068-INV-0003-02.

## Description

### Plan et maçonnerie

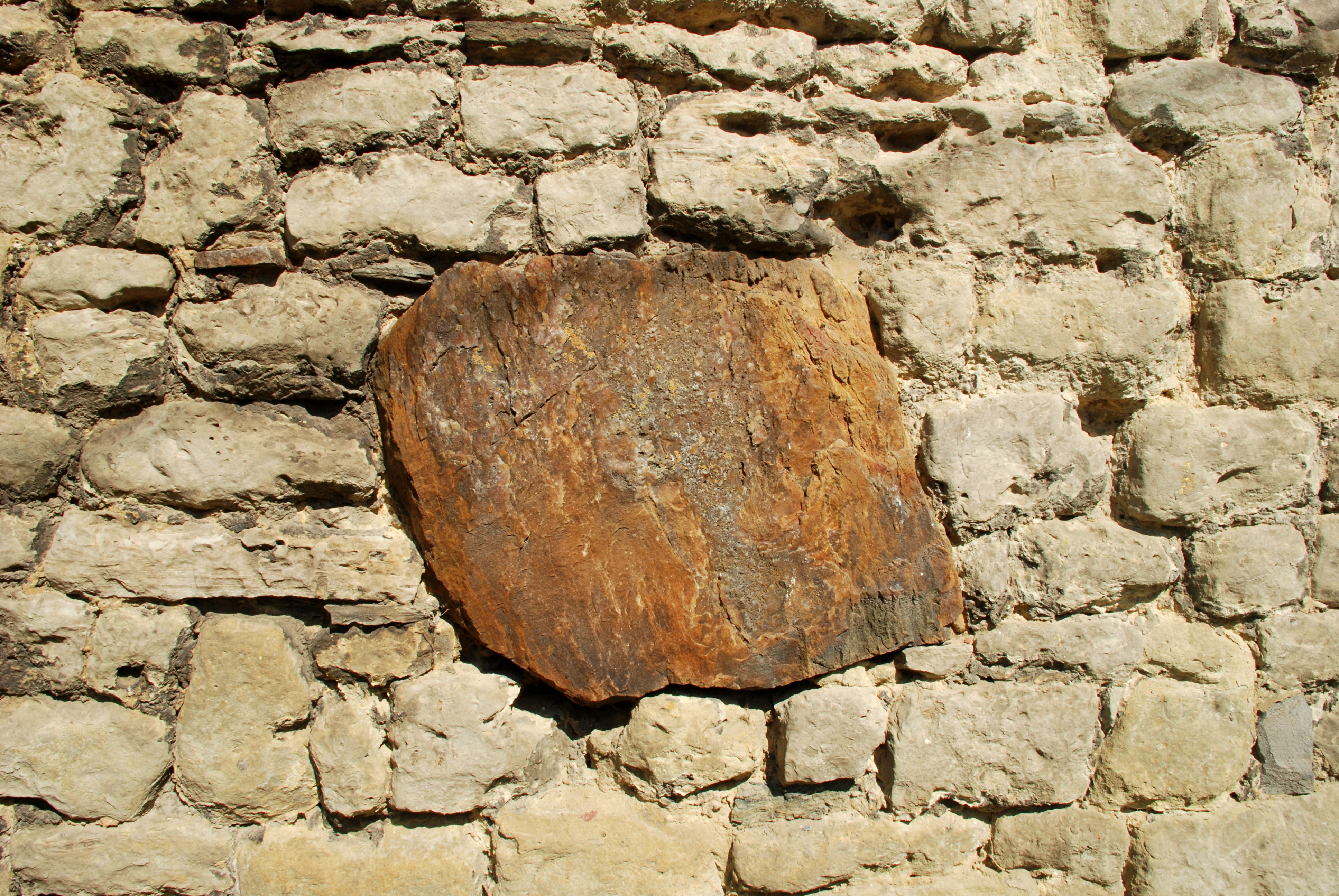
Bloc de grès ferrugineux.

L'ancien donjon des seigneurs de Corbais est une tour de plan carré de 7 à 8 mètres de côté, édifiée en moellons locaux (de Mont-Saint-Guibert) de quartzite et de grès, ferrugineux assemblés en appareil irrégulier, avec des chaînages d'angle en moellons. Certains blocs de grès ferrugineux sont d'un gabarit considérable,.

### Architecture
La tour, qui était jadis entourée d'eau, comportait à l'origine quatre niveaux soit trois étages. Au-dessus du troisième étage se trouvait une plate-forme munie de créneaux qui s'est écroulée en 1848 : de ce fait, la tour ne présente plus que trois niveaux à l'arrière (est) et deux niveaux à l'avant (ouest). Sa hauteur est réduite au tiers de son élévation originelle du côté occidental, le troisième niveau étant tronqué et couvert d'un toit en appentis couvert de tuiles,,, en pente vers la rue.
Les traces du quatrième niveau ne subsistent qu'au sommet de la façade orientale (façade arrière) sous la forme de deux retraites talutées évoquant une forme de crénelage.
La façade orientale (à l'arrière) est percée de plusieurs meurtrières (dont une archère à étrier) ainsi que d'une porte dont l'arc en plein cintre est constitué d'un double rang de blocs de grès massifs.
La façade méridionale est percée au premier étage  d'une fenêtre à meneau dont l'encadrement est constitué de blocs de pierre calcaire massifs et, au dernier niveau, d'une fenêtre tardive entourée de réfections en briques.
|  |  |  |  |  |

### L'Arbre de la Liberté

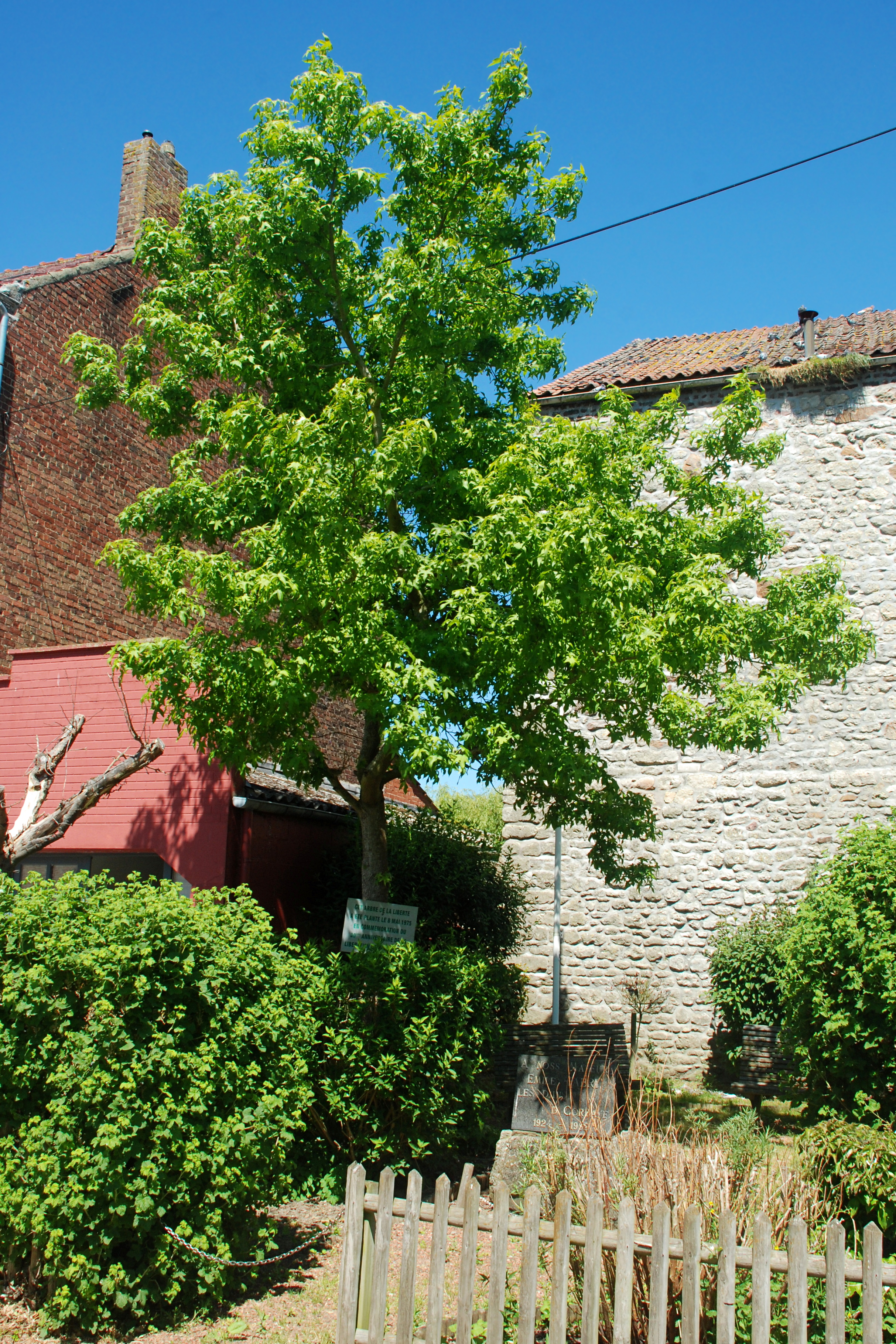
L'Arbre de la Liberté.

Devant le donjon se dresse l'Arbre de la Liberté, planté le 8 mai 1975 en commémoration du trentième anniversaire de la libération des camps de concentration nazis.